# Гемзувек
Гемзувек (пол. Giemzówek) — село в Польщі, у гміні Бруйці Лодзький-Східного повіту Лодзинського воєводства.
У 1975-1998 роках село належало до Лодзинського воєводства.